# جائزة ريو دي جانيرو الكبرى للدراجات النارية 2001
جائزة ريو دي جانيرو الكبرى للدراجات النارية 2001 هو سباق دراجات نارية أقيم بتاريخ 3 نوفمبر 2001 في حلبة نيلسون بيكيه الدولية. كان الجولة السادسة عشر من أصل 16 في سباق الجائزة الكبرى للدراجات النارية موسم 2001. فاز الإيطالي فالنتينو روسي بفئة 500 سي سي بينما جاء الإسباني كارلوس تشيكا في المركز الثاني وحصل على المركز الثالث الإيطالي ماكس بياجي.

## وصلات خارجية
- الموقع الرسمي